# رونی هلستروم
رونی هلستروم (سوئدی: Ronnie Hellström; ۲۱ فوریهٔ ۱۹۴۹ – ۶ فوریهٔ ۲۰۲۲) بازیکن فوتبال اهل سوئد بود.
از باشگاه‌هایی که در آن بازی کرده‌است می‌توان به باشگاه فوتبال کایزرسلاوترن، باشگاه فوتبال هامارابی، و باشگاه فوتبال سوندسوال اشاره کرد.
وی همچنین در تیم‌های ملی فوتبال زیر ۲۱ سال سوئد و سوئد بازی کرده‌است.